# Султанбеков, Жагфар Султанбекович
Жагфар Султанбекович Султанбеков (1898 год, Аракарагайская волость, Кустанайский уезд, Российская империя — 1938 год) — советский государственный деятель. Нарком земледелия Казахской ССР.

## Биография
Родился в Аракарагайской волости Кустанайского уезда в семье скотовода. По национальности казах. Член Компартии с 1924 г.
В 1913 г. окончил двухгодичные педкурсы в г. Кустанай.
В 1915 г. учитель аульной школы в Кустанайской губернии.
В 1920-1922 годах заведующий райотделом народного образования, председатель Аракарагайского волостного исполкома.
В 1923-1925 годах заведующий Кустанайским, в 1925-1926 гг. Петропавловским губернским земуправлением.
С 13 апреля по 20 сентября 1926 года председатель Актюбинского губернского исполкома.
С сентября 1926 по октябрь 1927 года нарком земледелия Казахской АССР.
В 1927-1929 годах председатель Казаулсельсоюза и Крайживотноводсоюза.
В 1930-1931 годах председатель Каркаринского, в 1931-1932 гг. Кегенского райисполкомов (Алма-Атинская область), начальник краевого объединения "Казстройматериалы", член коллегии Наркомата легкой промышленности Казахской АССР, завотделом легкой промышленности Алма-Атинского облисполкома.
В 1932- 1935 годах заместитель директора Карагандинского каменноугольного треста.
В 1935-1936 годах начальник планово-финансового отдела Наркомата внутренней торговли Казахской АССР.

### Последние годы жизни
В декабре 1936 года был арестован УНКВД по Алма-Атинской области. Обвинён по статьям 58-2, 58-7, 58-8, 58-11 УК РСФСР. 25 февраля 1938 года Военная коллегия Верховного суда СССР приговорила Султанбекова к высшей мере наказания (расстрел).
31 октября 1957 года реабилитирован Военной коллегией Верховного суда СССР за отсутствием состава преступления.